# Homoxyrrhepes
Homoxyrrhepes är ett släkte av insekter. Homoxyrrhepes ingår i familjen gräshoppor.
Kladogram enligt Catalogue of Life:
| Homoxyrrhepes | \| \| Homoxyrrhepes incerta \| \| \| \| \| \| Homoxyrrhepes punctipennis \| \| \| \| |
|               | \| \| Homoxyrrhepes incerta \| \| \| \| \| \| Homoxyrrhepes punctipennis \| \| \| \| |
|               | Homoxyrrhepes incerta                                                                |
|               |                                                                                      |
|               | Homoxyrrhepes punctipennis                                                           |
|               |                                                                                      |